# American Driver
American Driver es una película de comedia nigeriana de 2017 dirigida por Moses Inwang y protagonizada por Evan King, Jim Iyke, Anita Chris, Nse Ikpe Etim, Emma Nyra, Laura Heuston y Ayo Makun.
Se estrenó localmente el 24 de febrero de 2017. Recaudó más de 41 millones de nairas y ocupó el octavo lugar en 2017 y el 39 en la taquilla nigeriana de todos los tiempos. Ganó el premio a la Mejor Comedia en el Festival de Cine del Pueblo en junio de 2017. Fue lanzada oficialmente en los Estados Unidos el 15 de septiembre de 2020 en Prime Video.

## Sinopsis
Jack Curry es un estadounidense cuyo trabajo es llevar a celebridades nigerianas a los premios GIAMA para impresionar a su jefa Kate (Anita Chris). Mientras conduce, intenta hacer amistad con el actor Jim Iyke, quien únicamente desea estar solo.

## Elenco
- Evan King como Jack Curry
- Jim Iyke como él mismo
- Anita Chris como Kate
- Nse Ikpe Etim como ella misma
- Ayo Makun como él mismo
- Emma Nyra como ella misma
- Nadia Buari como ella misma
- Laura Heuston como Mrs. Curry
- Michael Tula como Philip
- Melvin Oduah como él mismo
- Johnny Dewan como gerente de restaurante
- Andie Raven como Dr. Raven
- Vickey Dempsy Burns como enfermera

### Reconocimientos
American Driver ganó el premio a la mejor comedia en el People's Film Festival 2017. También fue nominada a "Comedia del año" en los premios Best of Nollywood 2017.
Evan King ganó el premio al mejor actor de comedia en el Festival Internacional de Cine y TV de Artes Culturales de China de EE. UU. 2019.